# Soko J-21 Jastreb
Soko J-21 Jastreb là một loại máy bay tiêm kích-ném bom phản lực có khả năng đánh chặn. Do VTI thiết kế và SOKO của Nam Tư chế tạo.

## Biến thể
- J-1:
- J-1E:
- RJ-1:
- RJ-1E:

## Quốc gia sử dụng
Libya
- Không quân Tự do Libya

### Từng sử dụng
Croatia
- Không quân Croatia

 Libyan Jamahiriya
- Không quân Libya

 Bosnia & Herzegovina
- Không quân Bosnia & Hezegovina - 11 J-21s[1]

 Nam Tư
- Không quân Nam Tư

 Zaire
- Không quân Zaire

## Tính năng kỹ chiến thuật (J-1)
Dữ liệu lấy từ 
Đặc điểm tổng quát
- Tổ lái: 1
- Chiều dài: 10,88 m (35 ft 8,5 in)
- Sải cánh: 10,56 m (34 ft 8 in)
- Chiều cao: 3,64 m (11 ft 11,5 in)
- Diện tích cánh: 19,43 m² (209,15 ft²)
- Trọng lượng cất cánh tối đa: 5.100 kg (11.220 lb)
- Động cơ:
  - 1 × BMB (Rolls-Royce/Bristol Siddeley) Viper Mk 531 kiểu turbojet, 1.361 kg (3.000 lb, 13,32 kN)
  - 2 × , 4,45 kN (1.000 lb)  mỗi chiếc

 Hiệu suất bay 
- Vận tốc cực đại: 820 km/h (442 knot, 510 mph) trên độ cao 6.000 m (19.685 ft)
- Vận tốc hành trình: 740 km/h (399 knot, 460 mph) trên độ cao 5.000 m (16.405 ft)
- Tầm bay: 1.520 km (820 nm, 945 mi)
- Trần bay: 12.000 m (39.370 ft)
- Vận tốc leo cao: 1.260 m/phút (4.134 ft/phút)
- Giới hạn G: -4 tới +8

Trang bị vũ khí

- 3 súng máy Colt-Browning 12.7 M3, với kính ngắm K-14C hoặc K-14A
- 800 kg đạn dược